# Raghuva discalis
Raghuva discalis là một loài bướm đêm trong họ Noctuidae.